# Турапов, Нармумин Турапович
Нармумин Турапович Турапов (1933 — неизвестно) — советский узбекский хозяйственный, государственный и партийный деятель.

## Биография
Родился в 1933 году. Член КПСС с 1957 года.

### Образование
В 1955 окончил Самаркандский сельскохозяйственный институт.
В 1974 в Ташкентском сельскохозяйственном институте защитил диссертацию на соискание учёной степени кандидата сельскохозяйственных наук. Тема диссертации: «Влияние уровня питания на продуктивность сортов хлопчатника на землях нового освоения Шерабадской степи».

### Трудовая деятельность
С 1955 года — на хозяйственной, общественной и политической работе. В 1955—2000 гг. — агроном колхоза, главный агроном, директор МТС, инструктор обкома, секретарь райкома партии, директор совхоза, областного треста совхозов, первый секретарь ряда райкомов партии, председатель Сурхандарьинского облисполкома, первый секретарь Кашкадарьинского обкома КПСС.
Избирался депутатом Верховного Совета Узбекской ССР 10-го созыва, Верховного Совета СССР 11-го созыва.
Умер после 2000 года.